# Persicula danilai
Persicula danilai is een slakkensoort uit de familie van de Cystiscidae. De wetenschappelijke naam van de soort is voor het eerst geldig gepubliceerd in 1992 door Bozzetti.